# Die Bettlektüre
Die Bettlektüre ist ein Film des Regisseurs Peter Greenaway aus dem Jahr 1996 mit Vivian Wu und Ewan McGregor in den Hauptrollen. Der Film basiert auf dem Kopfkissenbuch von Sei Shonagon.

## Handlung
Nagiko ist die Tochter eines Kalligraphen. Als sie sechs Jahre alt war, schloss der Vater mit seinem Verleger eine Vereinbarung zur Verheiratung Nagikos mit einem damals Zehnjährigen. Einige Jahre später kommt es zur Hochzeit, doch der Ehemann erweist sich als Verächter von Literatur und Kalligraphie. Nagiko verlässt ihn und zieht nach Hongkong.
Immer stärker reift in ihr der Gedanke, ihr eigenes Pillow Book zu schreiben: eine Sammlung von poetischen Sätzen über meist alltägliche Szenen. Ein von ihr geschriebenes Buch wird jedoch von demselben Verleger, der damals den Handel mit dem Vater vereinbart hatte, mit schroffen Worten abgelehnt. So knüpft Nagiko Kontakt zu dem jungen Übersetzer Jerome, der sich neben seinen Übersetzungsdiensten auch körperlich an den Verleger verdingt. Nach anfänglichen Schwierigkeiten in der Beziehung zu Jerome, der sich in Nagiko verliebt, „beschreibt“ Nagiko Jeromes Körper mit kalligraphischen Zeichen und sendet ihn zum Verleger. Dieser akzeptiert das „Buch“ und fordert zwölf weitere.
Als Nagiko Jerome jedoch mit dem Verleger allzu leidenschaftlich ertappt, fühlt sie sich von ihm hintergangen, noch dazu mit dem Mann, den sie auf Grund des Heirats-Handels am meisten hasst. Sie ignoriert ihn fortan. In seiner Verzweiflung lässt sich Jerome überreden, Tabletten zu schlucken, um in Anlehnung an Romeo und Julia einen Tod vorzutäuschen. Doch er kommt dabei tatsächlich zu Tode. Der Verleger lässt die Leiche ausgraben und enthäuten. Aus der mit kalligraphischen Zeichen beschriebenen Haut lässt er ein Buch erstellen. Als Nagiko davon erfährt, schließt sie einen Handel mit dem Verleger. Sie sendet ihm weitere menschliche „Bücher“. Das dreizehnte Buch, das „Buch des Todes“, führt zum Tod des Verlegers. Nagiko erhält das aus Jeromes Haut erstellte Buch.

## Kritik
„Ein anregender, ästhetisch ausgefeilter gedanklicher Höhenflug, der aber in seiner berechenbaren intellektuellen Verrätselung stets auch den Hang zur Monotonie in sich birgt.“